# Дињичин скелар
Дињичин скелар (лат. Spialia orbifer) врста је дневног лептира из породице скелара.

## Подврсте
- (Југоисточна Европа, југозападни Сибир, северни Иран и Сицилија)
- (Staudinger, 1901) (Југоисточна Турска, Либан, Израел, Јордан, северни Ирак и западни Иран)
- (Reverdin, 1927) (Авганистан, Белуџистан)
- (Staudinger, 1886) (Север и исток Ирана, јужни Сибир и Амурски регион)
- (1995) (Алтајске планине, јужни Урал)

## Исхрана
Гусеница дињичиног скелара се храни малином (лат. Rubus idaeus), дињицом (лат. Sanguisorba minor) и петопрсницама (лат. Potentilla).